# 361 f.Kr.

## Händelser

### Efter plats

#### Persiska riket
- Då Persiska riket håller på att försvagas utbryter uppror i många delar av det, inklusive Sidon, en blomstrande och rik fenicisk stad.

#### Egypten
- Egyptierna (under befäl av sin kung Teos) och spartanerna (under befäl av sin kung Agesilaios II) börjar (med hjälp av några atenska legoknektar under general Kabrias befäl) anfalla den persiske kungens feniciska städer. De tvingas dock återvända nästan genast, på grund av uppror i Egypten. Agesilaios II hamnar därefter i bråk med den egyptiske kungen och går därför med i ett uppror mot honom.

#### Grekland
- Den atenske oratorn och generalen Kallistratos från Afidnai och den atenske generalen Kabrias ställs inför rätta i Aten för att ha vägrat thebierna att ge upp staden Oropos, som thebierna, på Kallistratos inrådan, hade tillåtits att ockupera tillfälligt. Trots sitt välgrundade försvarstal (vilket imponerar så stort på Demosthenes att han börjar studera talekonst) döms Kallistratos till döden. Han flyr till Methone i Makedonien, där han tas emot av kung Perdikkas III, som utnyttjar hans finansiella expertis. Kabrias blir frikänd och tar sedan värvning som befälhavare åt den egyptiske kungen Teos, som just försvarar sitt land mot persiska återerövringsförsök.

#### Sicilien
- Platon återvänder än en gång till Syrakusa för att undervisa den syrakusiske tyrannen Dionysios II. Han misslyckas med att få honom att försonas med Dion, som han har förvisat fem år tidigare. På grund av detta tvingas Platon fly från Syrakusa för att rädda livhanken.

## Födda
- Agathokles, tyrann av Syrakusa (död 289 f.Kr.)
- Dinarchos, atensk talskrivare vars verk i allmänhet anses avspegla den attiska talekonstens gradvisa nedgång och förfall (död omkring 291 f.Kr.)
- Lysimakos, kung av Thrakien och Makedonien (född omkring detta år; död 281 f.Kr.)